# Любовшанское сельское поселение
Любовшанское сельское поселение — муниципальное образование в юго-западной части Красногорского района Брянской области. Административный центр — деревня Любовшо.
Образовано в результате проведения муниципальной реформы в 2005 году, путём слияния дореформенных Любовшанского и Верхличского сельсоветов.

## Население
| 2010  | 2011  | 2012  | 2013  | 2014  | 2015  | 2016  | 2017  | 2018  |
| ----- | ----- | ----- | ----- | ----- | ----- | ----- | ----- | ----- |
| 1322  | ↘1310 | ↘1268 | ↗1284 | ↗1326 | ↘1313 | ↘1266 | ↘1221 | ↘1165 |
| 2019  | 2020  | 2021  |       |       |       |       |       |       |
| ↘1109 | ↘1076 | ↗1080 |       |       |       |       |       |       |

## Населённые пункты
| № | Населённый пункт | Тип     | Население |
| - | ---------------- | ------- | --------- |
| 1 | Любовшо          | деревня | ↘856      |
| 2 | Верхличи         | село    | ↘375      |
| 3 | Яменец           | посёлок | ↘1        |
| 4 | Кашковка         | деревня | ↘52       |

## Катастрофа на Чернобыльской АЭС
В результате аварии на Чернобыльской АЭС 26 апреля 1986 года территория западной части района была загрязнена долгоживущими радионуклидами: плутонием, америцием, строением, цезием.
Согласно постановлению Правительства РФ:
III. Зона проживания с правом на отселение
- Любовшанское сельское поселение — пос. Яменец

## Известные уроженцы и жители
- Бычков, Андрей Иванович (16 февраля 1947, деревня Любовшо, Брянская область — 27 октября 2020, Кострома, Россия) — председатель Костромской областной Думы первого, второго, четвёртого и пятого созывов.